# Економски факултет Универзитета у Приштини
Економски факултет је високообразовна установа Универзитета у Приштини. Основан је 23. јуна 1961. у Приштини. Након НАТО бомбардовања Југославије премештен је у Косовску Митровицу. Актуелни декан је Тања Вујовић.

## Историја
Економски факултет у Приштини, као високо образовна и научна установа, свој развојни пут отпочео је као одељење Правно-економског факултета Универзитета у Београду, када је у јесен 1961. уписао прву генерацију студената. Одељење Правно-економског факултета отпочело је са радом у просторијама војне зграде. У тој згради адаптиране су слушаонице за одржавање наставног процеса, мање просторије за наставничке кабинете и просторије за обављање административних послова.
Свечано отварање Правно-економског факултета у присуству првог декана Јовице Патрногића извршено је октобра 1961. У прву годину студија уписана су 203 редовна и 417 ванредних студената. Наставу и вежбе изводили су наставници и сарадници економских факултета из Београда, Ниша и Скопља. Даље формирање сопственог научног подмлатка углавном је остварено ангажовањем најбољих студената генерације, који су као асистенти наставили даље школовање и усавршавање. Одељење Економског факултета остало је у саставу Правно-економског факултета све до 1971, када је донета одлука о формирању два посебна факултета у оквиру Универзитета у Приштини. Осамостаљени Економски факултет наставља са радом у истој згради са Правним факултетом. Извршена је адаптација зграде, укључујући доградњу амфитеатра за студенте, као и зграде (анекса) у којој су изграђени кабинтети наставника, библиотека са читаоницом, лабораторија за стране језике, кабинет за информатику, ресторан и друге службене просторије.
Од 1985/86. на Факултету се одвија настава и на магистарским студијама. Факултет је настојао да, поред наставно-образовне делатности, подстиче научно-истраживачки рад, кроз основна развојна и примењена истраживања у функцији развоја економске теорије, а нарочито унапређења пословања привредних субјеката. Научно истраживачка делатност се реализовала израдом различитих пројеката, студија и других стручних и научних публикација, у којима учествују наставници и сарадници са Факултета, других факултета у земљи, стручњака из привреде, економских института и др.
С обзиром да је, почев од школске 1991/92, на Косову и Метохији успостављен паралелни образовни систем Републике Косово, а ради превазилажења насталих тензија и проблема, 1. септембра 1996. закључен је Споразум о образовању, који су потписали Слободан Милошевић, председник СРЈ и Ибрахим Ругова. Ради реализације овог споразума, формирана је група „3 + 3”, која је у Приштини 23. марта 1998, уз присуство чланова заједнице „Сент Едиђио” потписала и усагласила договорене мере. У оквиру реализације ових мера, за извођење наставе на албанском језику, у току 1998, предати су објекти Економског и Правног факултета, укупне површине 12.836 метара квадратних. Економски факултет смештен је у објекат од око 3.000 метара квадратних, који је Епархија рашко-призренска поклонила Министарству просвете Србије, наменски, за школовање студената.
Након завршетка рата и упостављањем УНИМК-а и доласком снага КФОР-а, особље и студенти Факултета су избачени из своје матичне зграде у Приштини. Влада Републике Србије и њено ресорно Министарство помогли су у стварању услова за наставак рада Факултета на новим локацијама најпре у Блацу, а затим у Зубином Потоку. Почетком школске 2006/07. Факултет је премештен у Косовску Митровицу, где се налази и данас.

## Студијски програми
Основне академске студије
- Финансије и банкарство
- Маркетинг и менаџмент

Мастер академске студије
- Финансије, банкарство и рачуноводство
- Маркетинг и менаџмент

Докторске академске студије
- Пословна економија